# Carex concinnoides
Carex concinnoides (лат.) — многолетнее травянистое растение, вид рода Осока (Carex) семейства Осоковые (Cyperaceae), произрастающий в западной части Северной Америки.

## Ботаническое описание

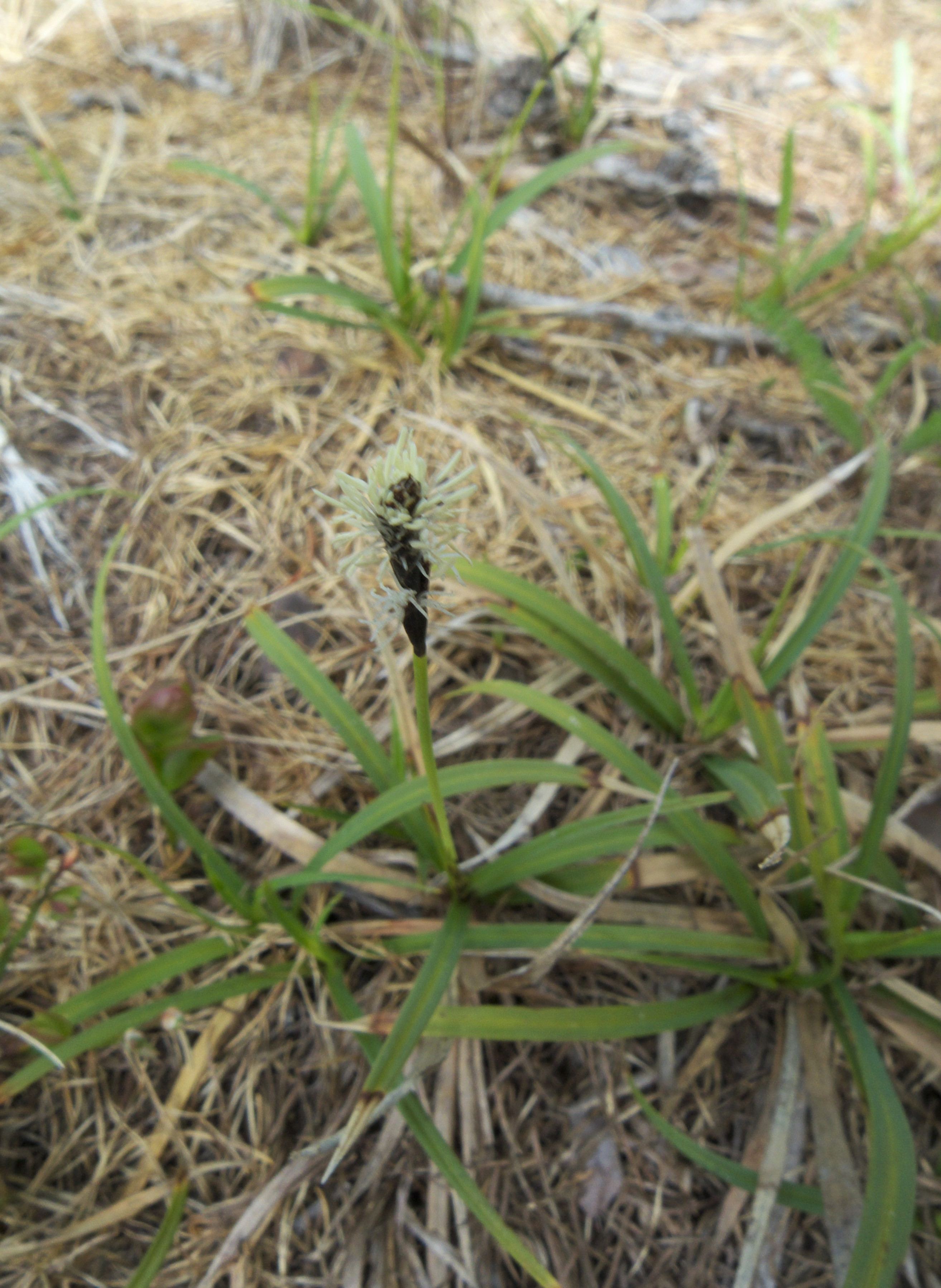
Общий вид Carex concinnoides

Carex concinnoides — многолетнее растение 14-37 см высотой. Рыхлые пучки стеблей произрастают из длинных корневищ. Листья толстые, но узкие, серповидные 1,7-4,5 мм шириной. Прикорневые влагалища тёмно-красновато-коричневые; лопасти большей частью базальные, бледно-зелёные. Соцветия-колоски появляются на верхушке стебля, а некоторые пестичные соцветия вырастают из узлов вдоль стебля. У колосков багровые прицветники. Пестичные цветки имеют четыре рыльца на каждом пестике. Пестичные чешуйки тёмно-красновато-коричневые, яйцевидные или обратнояйцевидные, вершина тупая или острая, мелкореснитчатая; тычиночные чешуйки от тёмно-красноватых до пурпурно-коричневых, яйцевидные или обратнояйцевидные, края белые, вершина заострённая, покрытая пленкой. Пыльники 1,9-3,1 мм. Плодоносит весной-летом с конца апреля до конца июля. Плод-семянка обратнояйцевидная, 1,9-2,5 × 1,3-1,6 мм, от белого до светло-коричневого цвета, с пурпурным концом, покрыт волосками. Это единственная североамериканская осока с четырьмя рыльцами на пестике.

## Распространение и местообитание
Carex concinnoides встречается в западной части Северной Америки от Британской Колумбии и Альберты и на юг: Вашингтон, Айдахо, Монтана, Орегон, Калифорнии. Растёт во влажных или сухих местах обитания, часто в лесных массивах и на лесных склонах, на илистых и глинистых почвах. Предпочитает влажные и сухие открытые сосновые, еловые, дугласовые и осиновые леса, часто растёт на склонах на высоте 60-2100 м над уровнем моря.